# Scandicci
Scandicci, fino al 1929 Casellina e Torri, è un comune italiano di 49 269 abitanti della città metropolitana di Firenze in Toscana.
Sorge nell'area collinare a ovest di Firenze, conurbato di fatto con il capoluogo in un'unica espansione urbana.

## Geografia fisica
Il suo territorio si estende su una superficie di 59,59 km² dal fiume Arno, che forma il confine naturale a settentrione, fino alla valle del fiume Pesa a sud-ovest. Con i suoi circa 50 000 abitanti Scandicci è tra i comuni più popolati della città metropolitana di Firenze.
Col crescere di dimensioni della popolazione e con il conseguente sviluppo urbanistico, l'abitato di Scandicci si trova oggi sul confine del comune di Firenze, con i due centri abitati che si uniscono senza un confine evidente.
Attraverso Scandicci e diverse frazioni passa il torrente Vingone.
Il territorio di Scandicci è circondato dal verde dei suoi boschi, delle colline e da alcuni parchi.
- Classificazione sismica: zona 2 (sismicità medio-alta), Ordinanza PCM 3274 del 20/03/2003
- Classificazione climatica: zona D, 1817 GG
- Diffusività atmosferica: bassa, Ibimet CNR 2002

## Storia

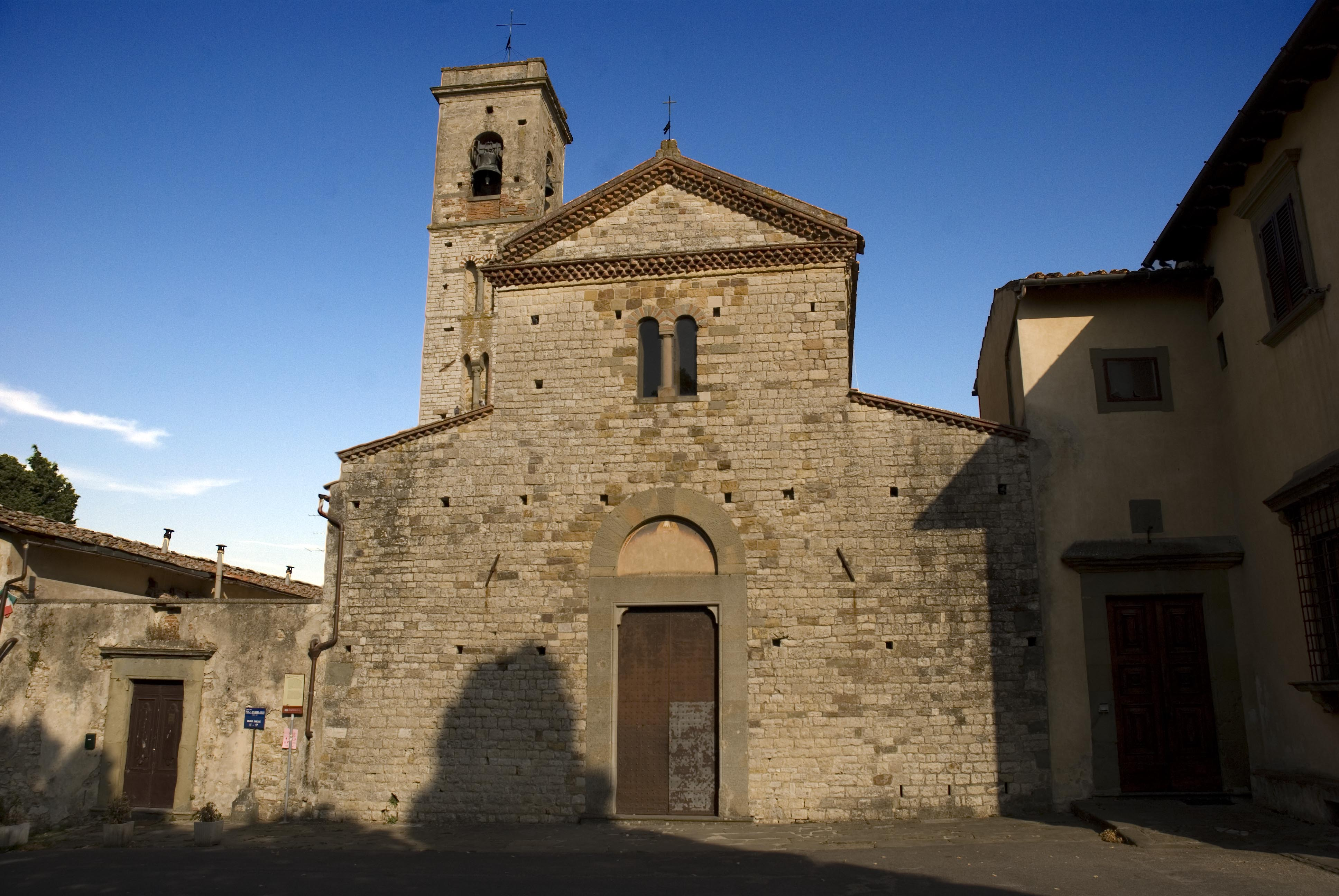
Pieve di Sant'Alessandro a Giogoli

Nei documenti ufficiali Scandicci compare per la prima volta in un documento di fine X secolo in cui la Marchesa Willa di Toscana, madre di Ugo "il Gran Barone", citato da Dante, dona alla Badia di Firenze il castello di Scandicci e le chiese di Santa Maria a Greve, San Martino a Scandicci Alto e San Bartolo in Tuto, ma si sono trovate tracce di insediamenti preistorici, ellenistici, senza contare quelli di epoca romana.
Il comune nacque il 23 maggio 1774 con la fusione dei territori dei comuni di Casellina e di Torri, a cui nel 1833 furono sottratti alcuni territori a vantaggio di quello di Lastra a Signa. Il suo territorio, dopo questa riduzione, era di circa 52,5 km² e comprendeva le località di Casellina, Torri, Settimo Fiorentino (nota anche come Pieve a Settimo e oggi come Badia a Settimo), Mantignano, San Martino alla Palma, San Colombano, Sollicciano, Querciola, La Romola, Granatieri e Pian de' Cerri, con una popolazione (1845) di 9 360 abitanti. Il comune confinava allora con quelli di Legnaia, San Casciano in Val di Pesa, Montespertoli, Lastra a Signa e Brozzi.
Curiosamente, il comune non aveva sede nel proprio territorio ma in un altro comune: la casa comunale era posta a Firenze, prima a Palazzo Albizi in via dell'Oriuolo (insieme con quella del Comune di Bagno a Ripoli) e poi al secondo piano di Palazzo Uguccioni al n. 7, con accesso anche da via della Condotta nº 6.
Il 15 marzo 1860 gli abitanti di Casellina e Torri furono chiamati ad esprimersi con un plebiscito circa l'adesione o meno al Regno di Sardegna: gli abitanti erano 9.579; su 1.857 aventi diritto di voto, ben 1.587 si espressero per l'annessione e 194 per il regno separato. 76 schede furono dichiarate nulle.
Una lapide, posta nella vecchia sede del Comune, in piazza Matteotti, realizzata un anno dopo il plebiscito da Francesco Mattei, commemora tale evento. 
Per diversi anni furono programmati festeggiamenti per l'Unità Nazionale (inclusa la ricorrenza della festa dello Statuto). Una delle celebrazioni più famose si festeggiò domenica 2 giugno 1861 a Pieve a Settimo.
Nel 1865 il comune di Casellina e Torri si annetté una parte del soppresso comune di Legnaia con le frazioni di San Bartolo e Santa Maria a Cintoia, Marignolle, San Lorenzo a Greve, Mosciano, Casignano e Scandicci ma allo stesso tempo perse la frazione de La Romola a vantaggio del comune di San Casciano in Val di Pesa. Dopo queste modifiche, il territorio comunale raggiunse i 70 km².
Nel 1866 si tenne la prima Fiera cittadina nata come semplice fiera del bestiame, essa si svolgeva in piazza Umberto I (oggi Piazza Matteotti). L'istituzione era stata propagandata dai "comunisti" (coloro che avevano la residenza nel Comune); nel 1867 la Giunta abbatté una piccola casa "per allargare la strada principale di quella borgata" (cioè Scandicci) perché formava "un brutto ed incomodo biscanto". Si organizzano tornei di tombola, corse di cavalli e durante queste occasioni arrivavano saltimbanchi e la banda suonava inni e marce.
Proprio la nuova frazione di Scandicci fu scelta nel 1868 come nuova sede del palazzo municipale (in un luogo chiamato "Tabernacolo del marchese Baglioni") anche se il comune mantenne la vecchia duplice denominazione. La giunta comunale si riuniva a Villa Poccianti, prima della costruzione del vecchio palazzo comunale, costruito nell'area dell'attuale piazza Matteotti da Francesco Martelli nel 1870 in stile neorinascimentale. I lavori li diresse Matteo Cocchini, un impresario di Signa e costarono 44.288,62 lire dell'epoca. La giunta tenne la sua prima seduta nel nuovo palazzo nel maggio del 1871.
Secondo un progetto rimasto "ideale" datato 1869, Francesco Montelaciti, giardiniere, su consiglio dell'ing. Martelli, in una lettera indirizzata al sindaco dell'epoca, la piazza l'aveva delineata "in modo analogo per le corse dei cavalli" e l'esperto di piante propose di piantare platani, lecci, acacie ombrellifere, castagni d'India e varie siepi.
La piazza venne lottizzata e alcuni appezzamenti di terreno vennero acquistati da personaggi di rilievo “esterni” alla comunità (due attori ritiratisi dalle scene, un generale in pensione, un ingegnere dello Stato e un impresario edile); altri terreni se li aggiudicarono degli esponenti della piccola borghesia locale (Puccioni, Cherici, Michelassi, Zani, Del Pino). La qualità delle abitazioni è migliore per quanto riguarda quelle collocate sul lato destro della piazza civica (si tratta di eleganti villini di fine Ottocento- inizi Novecento, accompagnati da giardini, dalle facciate decorate in “stile antico”); più modesta è invece la qualità dei terratetti costruiti sul lato sinistro (eccezion fatta per il grande edificio posto sull’angolo di Via di Scandicci Basso). Nei decenni successivi, iniziò a svilupparsi il tessuto associativo: nel 1874 venne istituita la Filodrammatica Manzoni, nel 1883 la Società di mutuo soccorso e nel 1897 sorse la Pubblica Assistenza Humanitas, il cui primo presidente fu l'avvocato Dionisio Martinati.
La sera del 28 agosto 1878 fu inaugurato il Teatro Manzoni (oggi Cinema Cabiria), progettato dall'architetto Micheli di Modena.
Intorno al 1880 venne istituita la Filarmonica "Vincenzo Bellini"(nome assunto nel secondo dopoguerra) ed era solita riunirsi nei locali della Società di Mutuo Soccorso (via dei Rossi, 26), tant'è che quell'edificio finì per essere chiamato "Il Coro". Intitolata poi a Giuseppe Verdi nel 1900, alcuni suoi membri, forse per motivi politici, lasciarono la Filarmonica per fondarne un'altra, la "Guido Monaco", la cui sede era nei locali della parrocchia di Santa Maria a Greve. Durante il fascismo furono riunite col generico nome di "Banda comunale".
Nel 1903, 770 cittadini firmarono una petizione, "desiderosi di ottenere un sistema più moderno degli attuali mezzi di locomozione [...]". Il 15 giugno 1908 entrò in funzione la linea tranviaria numero 16, la Firenze-Vingone, lunga ben 6 km.
Il 28 febbraio 1921 la popolazione del luogo fu protagonista della difesa del comune contro una spedizione fascista, contro la quale furono erette barricate, abbattute dalle camicie nere solo con l'ausilio di un cannone. I fatti di quei giorni sono stati poi descritti da Vasco Pratolini nel romanzo Lo scialo.
Nel 1928, in occasione di una riforma amministrativa che prevedeva l'espansione del territorio comunale fiorentino, il comune di Casellina e Torri perdeva una consistente porzione di territorio a vantaggio di quello di Firenze con le località acquistate nel 1865 (escluse Mosciano, Scandicci e Casignano), le sue frazioni storiche di Ugnano, Mantignano e Sollicciano ed acquistava la frazione di Giogoli dal soppresso comune di Galluzzo.
Nel 1929, il comune assunse la denominazione di Scandicci e nel 1940 recuperò la frazione di Signano che aveva perso undici anni prima a vantaggio di Firenze.
Negli anni successivi la cittadina viene ampliata territorialmente per andare ad inglobare le comunità di Cintoia, Marignolle e parte di Soffiano ma rimane un paesino fino agli anni sessanta quando una vera e propria ondata di immigrazione (soprattutto da Firenze, dalle campagne della provincia e da altre zone della Toscana), in poco meno di 10 anni, triplica la popolazione comunale.
Risultato storico della fusione delle varie frazioni, il centro urbano si presenta oggi come un unico agglomerato chiuso in un quadrilatero con a nord e ad est Firenze, ad ovest il tracciato della Autostrada del Sole A1 e a sud la collina di Scandicci Alto. Il centro di Scandicci, nei prossimi anni, sarà ridisegnato in base ad un nuovo disegno urbanistico, ripensato in relazione a due opere pubbliche di grande rilievo, la linea T1 della tranvia di Firenze e la terza corsia autostradale; tali opere infrastrutturali modificheranno l'aspetto della cittadina e ne ridetermineranno il rapporto con la vicina Firenze.
Dal 2001 la zona denominata i Pratoni ha visto l'apertura di un grande centro logistico per la distribuzione delle merci, da parte di una delle maggiori catene italiane della grande distribuzione che negli anni ha inglobato anche altre realtà produttive in via di trasferimento. Nei prossimi anni, nella zona, sarà edificato un enorme polo commerciale tra i più grandi d'Italia. Il territorio circostante ha beneficiato, pertanto, di una riqualificazione generale.

### Simboli e ricorrenze
Per lo stemma comunale (disegnato da un funzionario statale fiorentino e adottato dal Comune nel 1848) è stato adottato l'originale simbolo araldico del comune di Casellina e Torri inglobato nel 1929. La descrizione ufficiale è di seguito riportata "D'azzurro, alla casa al naturale, accostata da due torri merlate alla guelfa, il tutto sulla campagna al naturale; al canton franco d'argento al giglio di Firenze".
Scandicci fu liberata dal nazifascismo il 4 agosto 1944.
Il 10 maggio si festeggia il Santo Patrono San Zanobi.

## Monumenti e luoghi d'interesse

### Architetture religiose

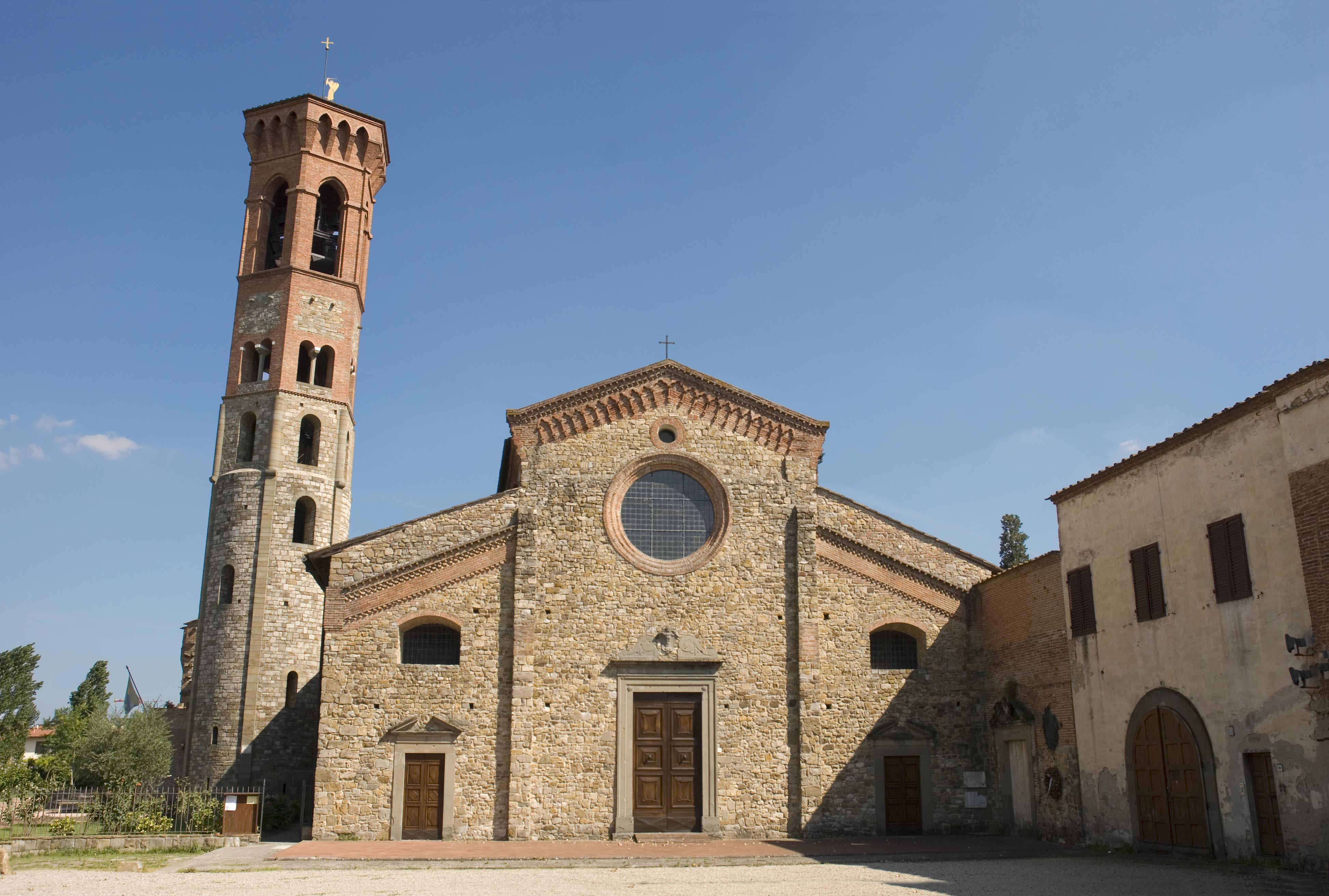
Abbazia di San Salvatore a Badia a Settimo

Nel territorio comunale sono presenti numerose architetture religiose. Le più antiche risalgono al primo millennio dell'era cristiana, come la pieve di San Giuliano a Settimo, la chiesa di San Martino alla Palma, l'abbazia dei Santi Salvatore e Lorenzo a Settimo o la chiesa di Santa Maria a Greve. Anche il periodo storico che va dall'XI secolo al XV secolo vide la nascita di altre pievi e chiese. Sulle colline che dominano la città nacquero infatti luoghi di culto come la pieve di Sant'Alessandro a Giogoli o la pieve di San Vincenzo a Torri mentre nella parte in pianura sorsero, ad esempio, la chiesa di San Giusto a Signano e la chiesa di San Colombano a Settimo. Pertanto si può chiaramente affermare che la gran parte delle chiese scandiccesi giunte a noi oggi ha un'origine medievale e che il periodo che va dal XV secolo al XX secolo, non ci consegna nuovi luoghi di culto, ma solamente il rimaneggiamento di quelli esistenti.
Il patrimonio religioso cittadino ebbe però un notevole sviluppo nel secondo dopoguerra, come conseguenza della crescita edilizia e demografica di Scandicci. Difatti alla nascita di interi nuovi quartieri abitativi (Casellina, Vingone, Le Bagnese, nuovo centro di Scandicci) seguì la creazione di nuove parrocchie e luoghi di culto (Gesù Buon Pastore, San Luca, San Bartolomeo in Tuto).
Oltre alle chiese, la città di Scandicci offre una quantità ragguardevole di cappelle conservanti dei capolavori storici e dell'arte. Queste cappelle erano, e lo sono a tutt'oggi, collegate alle numerose ville della città. Tra le più importanti vi sono la cappella della Madonna della Rosa e la cappella di San Jacopo.
Infine dagli atti storici a noi pervenuti, si segnala che in passato a Scandicci vi erano altre chiese ad oggi scomparse o sconsacrate.

### Architetture civili

#### Palazzi
- Palazzo comunale vecchio (1870) con l'antistante Piazza Matteotti. Dopo Villa Poccianti, questa fu la sede della comunità di Casellina e Torri. Nel 1870 l'Ing. Francesco Martelli terminò l'attuale palazzo che, con il suo loggiato, richiama l'architettura ottocentesca (neorinascimentale) da cui è nato. Nella parte posteriore un ulteriore arco permette un agile collegamento con Piazza Piave, altra piazza storica di Scandicci. In piazza Matteotti trova sede un monumento ai caduti della prima guerra mondiale eretto nel 1926. Fino al 31 dicembre 2008 il palazzo è stato sede della biblioteca comunale.
- Palazzo comunale nuovo
- Biblioteca comunale restauro ad opera del comune dell'ex scuola elementare Duca Degli Abruzzi. L’edificio è stato progettato dall’ingegner Arduino Matassini negli anni Trenta del XX secolo.[28]
- Centro Rogers, inaugurato nel 2013 su progettazione dell'architetto Richard Rogers.

#### Ville

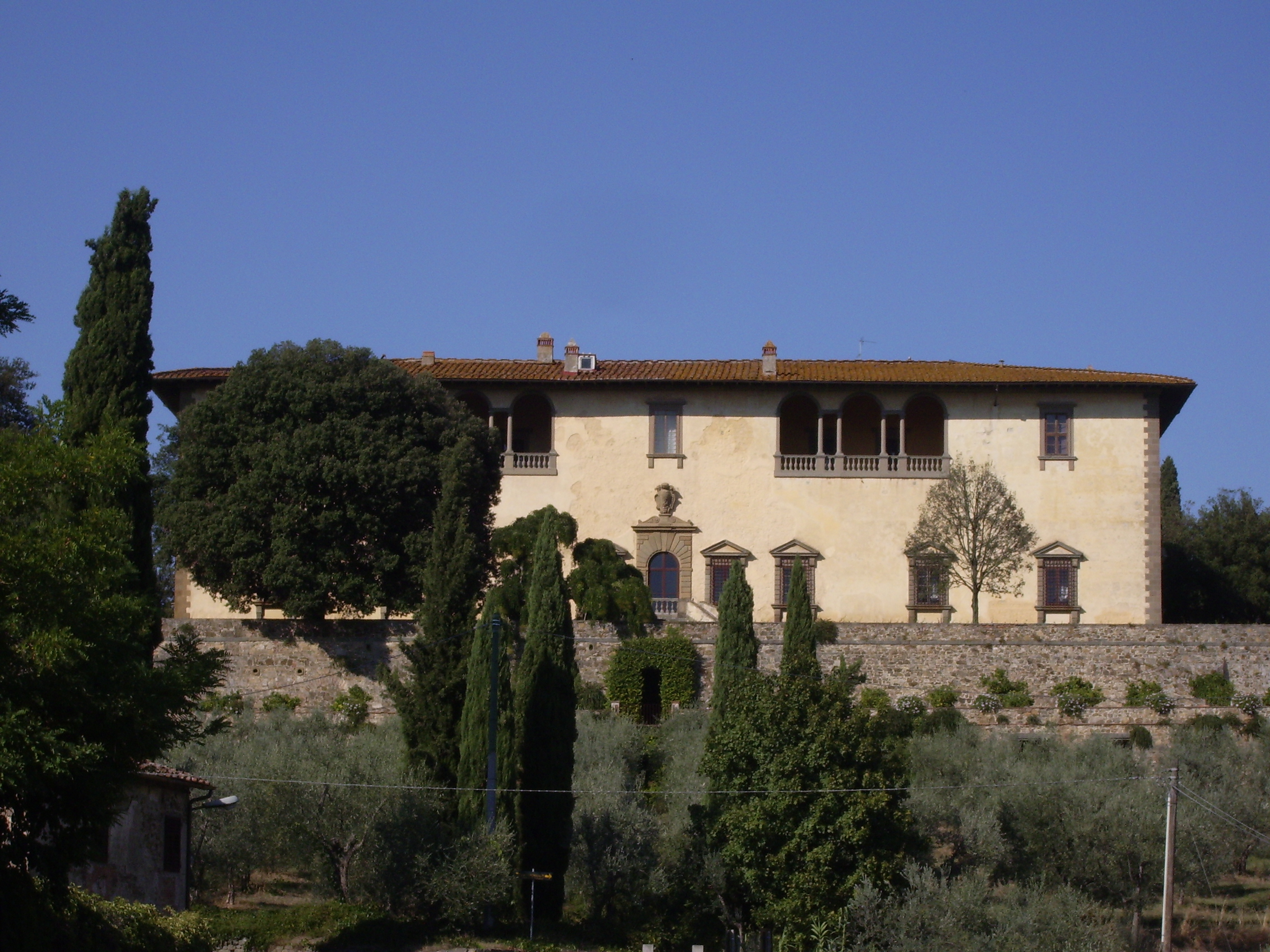
Villa I Collazzi

Nel comune di Scandicci sono presenti numerose ville. Tale presenza testimonia il desiderio degli artigiani e dei borghesi di un tempo di avere una residenza, oltre che comoda e fuori mano, anche espressione della cultura artistica della Firenze di cui Scandicci era satellite. In queste ville non è difficile trovare infatti la mano degli stessi artisti chiamati a costruire opere più importanti nella vicina Firenze. Le maestranze e gli artisti erano, in questo modo, valorizzati e i migliori potevano emergere, dando lustro e fama alla scuola fiorentina. Dopo il restauro, le stesse ville, costruite in zone panoramiche ma poco accessibili, richiedevano l'apertura di strade per essere raggiunte in modo più diretto.
Tale apertura di strade innescava un circolo virtuoso in quanto la villa poteva essere più facilmente raggiunta da vicini che, notando i lavori effettuati, imitavano, nelle loro proprietà, quanto fatto. Dopo Villa I Collazzi, Villa I Lami posta in Via di San Niccolò è senz'altro uno degli esempi di dimore cinquecentesche più interessanti. Villa I Sassoli a San Vincenzo a Torri è famosa per i dipinti ottocenteschi ottimamente conservati ed ancora presenti in tutte le sale e le camere della villa.
Villa Poccianti, rimaneggiata nel XVII secolo dalla famiglia Tani, abbellita e ampliata nei secoli XVIII e XIX dai Medici-Tornaquinci e poi dai Poccianti, fu dal 1868 a tutto il 1870 sede della Giunta del Comune di Casellina e Torri.
Presso Villa Castel Pulci, già ex manicomio, dal 2012 vi è la sede didattica della Scuola Superiore della Magistratura, che cura l'aggiornamento professionale e la formazione di tutti i magistrati ordinari e onorari italiani.

### Altro
- Mulinaccio di Scandicci
- La fornace di Geppetto (1775), presso l'omonima località, è situata sulla via San Niccolò a Torri. Le pareti sono state costruite utilizzando pietra e mattoni a partire da una base quadrata. Oggi gli archi impiegati per inserire grandi aperture sono stati nel tempo chiusi.
- Il Palazzaccio, edificio rurale situato nella località  Granatieri, appartenuto a Lorenzo Ghiberti.
- I Sassoli presso l'omonima località, a San Vincenzo a Torri, è situata su Via di Marciola, strada medievale delle colline che collegava l'Abbazia di Badia a Settimo con la valle della Pesa. È un complesso di edifici la cui parte più antica è costituita da due torri di avvistamento risalenti al 1300 intorno alle quali nel corso dei secoli sono stati costruiti più fabbricati. Le torri, una è ancor oggi ben visibile, rientravano nel sistema di controllo che i monaci della abbazia di "Badia a Settimo "utilizzavano per il controllo viario della Val di Pesa. I Sassoli è un borgo di case poste su un ripiano delle colline sul versante della Pesa (a 135 mtl. sul mare). Della Piazza omonima di epoca medievale, con al centro un pozzo, non rimane più alcun manufatto. Sono ancora visibili invece il corpo dell'antica fattoria, la villa omonima, i fondi o botteghe artigiane che si affacciavano sulla strada e sulla piazza.

### Aree naturali
- Cesare Marchi, nel 1979, dona al comune di Scandicci l'area di Poggio Valicaia. Su questa area, nel 1998 nasce l'omonimo parco. Sulla stessa area nel 2003 è inaugurato il Parco-Museo di Arte Ambientale.
- Sulle colline è possibile immergersi nel verde de La Roveta, complesso boschivo meta di scampagnate di chi, abitando a Scandicci, cerca, in pochi minuti, un po' di ristoro dal caldo estivo.

### Archeologia industriale
All'intero de La Roveta ha operato - sfruttando una sorgente presente - dalla fine dell'Ottocento fino a metà degli anni settanta, la azienda "Sorgente Roveta". A causa della chiusura improvvisa (la ditta chiuse per il ferragosto del 1975 e non riaprì più) la struttura industriale, abbandonata da allora e con all'interno ancora i macchinari, rimase a lungo con all'interno parte delle bottiglie, delle etichette, e dei concentrati da aggiungere all'acqua per la miscelazione delle bibite.

## Società

### Evoluzione demografica
Abitanti censiti

### Etnie e minoranze straniere
Secondo i dati ISTAT al 31 dicembre 2015 la popolazione straniera residente era di 5 111 persone.
Le nazionalità maggiormente rappresentate in base alla loro percentuale sul totale della popolazione residente erano:
- Romania 1 249 2,47%
- Albania 745 1,47%
- Cina 564 1,11%

### Religione
La più diffusa è quella cattolica di rito romano. Il comune di Scandicci fa parte totalmente dell'arcidiocesi di Firenze ed è sede dell'omonimo vicariato suburbano. Nel territorio attualmente sono presenti dodici parrocchie che però, nel loro insieme, non coprono l'intero territorio del comunale. Difatti, ad esempio, dai territori delle parrocchie cittadine sono esclusi totalmente i quartieri di Signano e Le Bagnese che fanno parte della parrocchia di Santa Maria Madre della Chiesa a Torregalli, così come abitazioni della parte scandiccese del quartiere di Ponte a Greve appartengono alla parrocchia di San Lorenzo a Ponte a Greve.
Il patrono della città è San Zanobi, la cui festa civile e religiosa è celebrata ogni 10 maggio nel centro cittadino e nella frazione di Casignano. Altre feste cattoliche sono quelle dedicate alla Madonna dei Fiori, nella pieve di San Giuliano a Settimo la domenica successiva alla Pasqua, ed alla Madonna di Scandicci alto, a maggio nell'omonima frazione.

### Istituzioni, enti e associazioni

#### Sanità
Scandicci fa parte dell'Azienda Sanitaria di Firenze, e rientra nel Distretto Nord-Ovest. L'ospedale di riferimento più vicino è il Nuovo Ospedale di San Giovanni di Dio che sorge nel territorio comunale di Firenze in Via di Torregalli 3, però contiguo al centro abitato di Scandicci in quanto la suddetta arteria stradale divide i due comuni.

## Cultura

### Biblioteca comunale
La Biblioteca di Scandicci è stata aperta nel 1962 nella sede del vecchio comune in Piazza Matteotti. Nel 2009 si è trasferita nel palazzo della ex Scuola elementare Duca degli Abruzzi, in Via Roma 38/a.

### Scienze della Terra
- Museo geopaleontologico GAMPS nel Centro Civico Ofelia Mangini di Badia a Settimo: esposizione permanente di reperti paleontologici e reperti mineralogici. Aperto nel 1999 si estende per circa 220 m² su quattro sale di esposizione. I pezzi in esposizione sono circa 2500.[33].

### Teatro
- Teatro Studio
- Teatro San Matteo (Casellina)
- Teatro Aurora

### Fiere e mercati
Dal 1866 si tiene, ogni secondo giovedì del mese di ottobre, un’importante Fiera cittadina.
Nata come semplice fiera del bestiame, inizialmente si svolgeva in Piazza Umberto (attuale piazza Matteotti), nel centro storico di Scandicci.
Sotto la loggia del vecchio Palazzo Comunale, la banda eseguiva dei concerti nelle varie ricorrenze, laiche e religiose (Festa dello Statuto, Fiera ecc.).
La Fiera era anche animata da saltimbanchi e dai fuochi d'artificio.
Fu interrotta soltanto nel corso degli anni '30 del secolo scorso, per poi riprendere nel 1948.

## Infrastrutture e trasporti
- Autostrada A1, casello di Firenze-Scandicci, tratto Firenze-Roma

Da sempre situato nel territorio comunale di Scandicci, fino a maggio 2006 era con la vecchia denominazione "Firenze-Signa". È accessibile direttamente dalla SGC FI-PI-LI in direzione Pisa/Livorno accedendo da Viale Etruria (Firenze) e in direzione Sud dallo Svincolo Scandicci
- Parcheggio scambiatore di Villa Costanza, un'ampia area di sosta collegata con l'Autostrada A1 in entrambe le direzioni, fornita di caselli in entrata e uscita. Non è da considerarsi un'uscita autostradale in quanto non è possibile uscire dal parcheggio e immettersi nell'area urbana di Scandicci.
- Tranvia, linea T1, aperta nel 2010, permette il collegamento diretto con il centro storico di Firenze.

## Amministrazione

### Gemellaggi
- Pantin
- Francoforte sull'Oder
- Sarajevo

## Sport
Il Club Sportivo Robur vinse, negli anni settanta, tre scudetti nella pallavolo femminile (1973-74, 1974-75 e 1975-76). Dalla stagione 2014-15 milita nella Serie A1 femminile una nuova società, la Pallavolo Scandicci, che nella stagione 2021-22 ha vinto la Challenge Cup.
Tra le manifestazioni sportive che si svolgono nel territorio c'è la mezza maratona di Scandicci, che si disputa ogni anno la terza domenica di febbraio.